# Eva (Sängerin)
Eva (* 27. Mai 1943 in Berlin als Eva Killutat; † 10. März 2020 in Montréal) war eine deutsche Chansonsängerin, die hauptsächlich auf Französisch sang und in französischsprachigen Ländern Bekanntheit genoss.

## Leben
Eva stammte aus Berlin, ihr Vater, den sie nie kennenlernte, war Russe. Im Jahr 1962 zog sie nach Paris, um dort zu studieren. Sie begeisterte sich für das französische Chanson und knüpfte in den Kellerlokalen der Rive Gauche Kontakte zu aufstrebenden französischen Musikern wie Georges Brassens und Barbara. Ihre künstlerischen Anfänge machte Eva in dem Lokal La Polka des mandibules in der Rue des Canettes Nr. 22, wo auch Jacques Higelin, Guy Béart, Hugues Auffray erste Auftritte hatten.  Zwei Jahre nach ihrer Ankunft erschien ihre erste Schallplatte, Toi et moi. Hierfür nahm sie Lieder von Barbara, Anne Sylvestre, Georges Moustaki und Robert Stolz in ihr Repertoire auf, schrieb jedoch auch eigene Stücke. Mit Liebelei und Das Lied ist aus waren darüber hinaus zwei deutschsprachige Titel enthalten. Das Album war ein großer Erfolg in Frankreich. Auch das Nachfolgewerk, Comme les blés, enthielt zwei deutschsprachige Lieder, Frei und Weißt du, wie das ist?, sowie Coverversionen von international berühmten Songs wie Unchained Melody oder Where Have All The Flowers Gone. Eines ihrer bekanntesten Chansons ist Où s’en vont mourir les rêves von 1970. Eva konnte sich neben dem französischen Markt vor allem im französischsprachigen Kanada als Künstlerin etablieren.
In Deutschland war Eva hingegen kein größerer Erfolg vergönnt. Der Spiegel widmete ihr im Jahr 1968 einen ausführlichen Artikel mit der Überschrift Deutscher Aufschrei – Ein deutsches Evchen zieht immer mehr Franzosen zu sich hin, als sie fünf Wochen lang allabendlich neben Serge Reggiani in der Pariser Music-Hall Bobino auftrat. Auch das Hamburger Abendblatt berichtete 1973 über sie. Auf den Hinweis, dass sie in Deutschland zeitweise als Nachfolgerin der Sängerin Alexandra vermarktet wurde, die eine ähnlich dunkle, ausdrucksstarke Stimme besaß, entgegnete sie der Zeitung: „Ich habe lange gearbeitet, um mich als Persönlichkeit eigener Prägung durchzusetzen. In Frankreich wissen 50 Millionen Menschen, wer ich bin, und hier soll ich in die Fußstapfen einer Kollegin treten. Das kommt gar nicht in Frage.“ Im selben Jahr erschien mit Alles wird einmal vorübergeh’n auch eine Single für den deutschen Markt.
In den 1970er Jahren wurden ihre Veröffentlichungen unregelmäßiger. 1980 zog sie nach Kanada, wo sie sich in der französischsprachigen Provinz Québec niederließ. Zuletzt erschien 2005 das Album À Marlène mit Liedern der deutschen Filmlegende Marlene Dietrich. Sie widmete sich außerdem der Malerei.

## Diskografie

### Alben
- 1964: Eva (aka Toi et moi) (Mercury)
- 1965: Eva (aka Comme les blés) (Mercury, andere Veröffentlichungsjahre 1967 oder 1969)
- 1968: Eva (aka Vois) (Mercury)
- 1970: Ou s’en vont mourir les rêves  (Barclay)
- 1971: Le cœur battant (Barclay)
- 1972: L’orage (Barclay)
- 1976: Sous les sunlights (Philips)
- 1984: Intérieurs (Saisons)
- 1994: Vertiges (Artic)
- 1997: Comme un Phénix (Intermede)
- 2005: À Marlène (Artic)

### Compilations
- 1971: Plein feux sur Eva (Mercury)
- 1972: Le disque d’or (Mercury)
- 1973: La chanson française (Barclay)
- 1978: Édition la chanson (Philips)
- 1999: De Berlin à Paris (Rym Music)